# Vydechování
Vydechování čili výdech, exspirace (z latinského exspiratio) či exhalace (lat. exhalatio) je vyprázdnění použitého vzduchu z plic za účelem opětovného nadechnutí, čili nasátí čerstvého atmosférického vzduchu. Jde o základní fáze dýchání.

## Složení vydechnutého vzduchu
- kyslík – 17 %
- oxid uhličitý – 4 %
- dusík – 78 %
- jiné plyny – okolo 1 %
- vodní pára – okolo 6 %